# Basilique Notre-Dame de Fribourg
La basilique Notre-Dame est une église catholique de la ville de Fribourg en Suisse. Dédiée à Notre-Dame, elle a été élevée au rang de basilique mineure en 1932 par Pie XI. Elle dépend du diocèse de Lausanne, Genève et Fribourg.

## Histoire et description

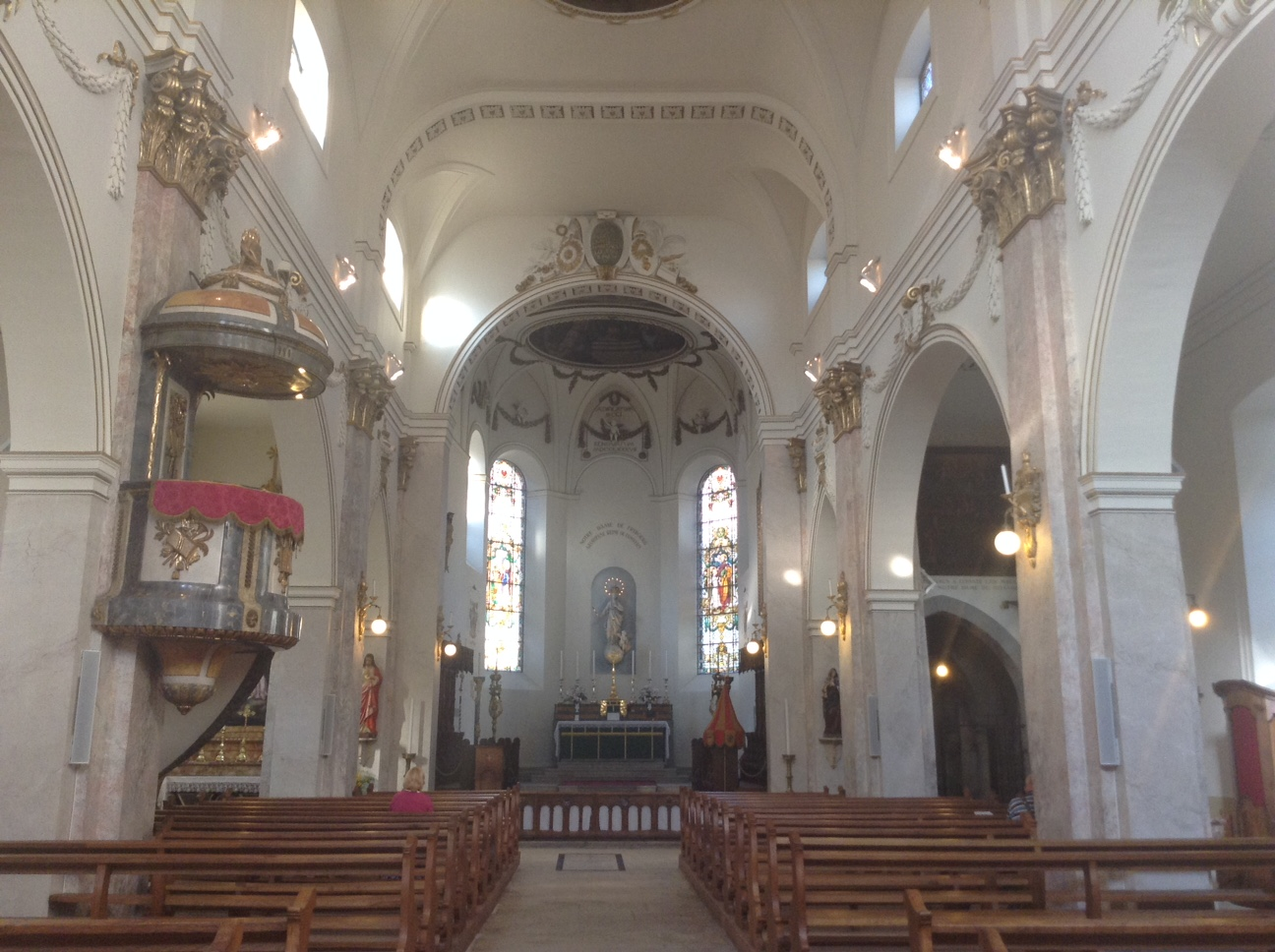
Intérieur de la basilique

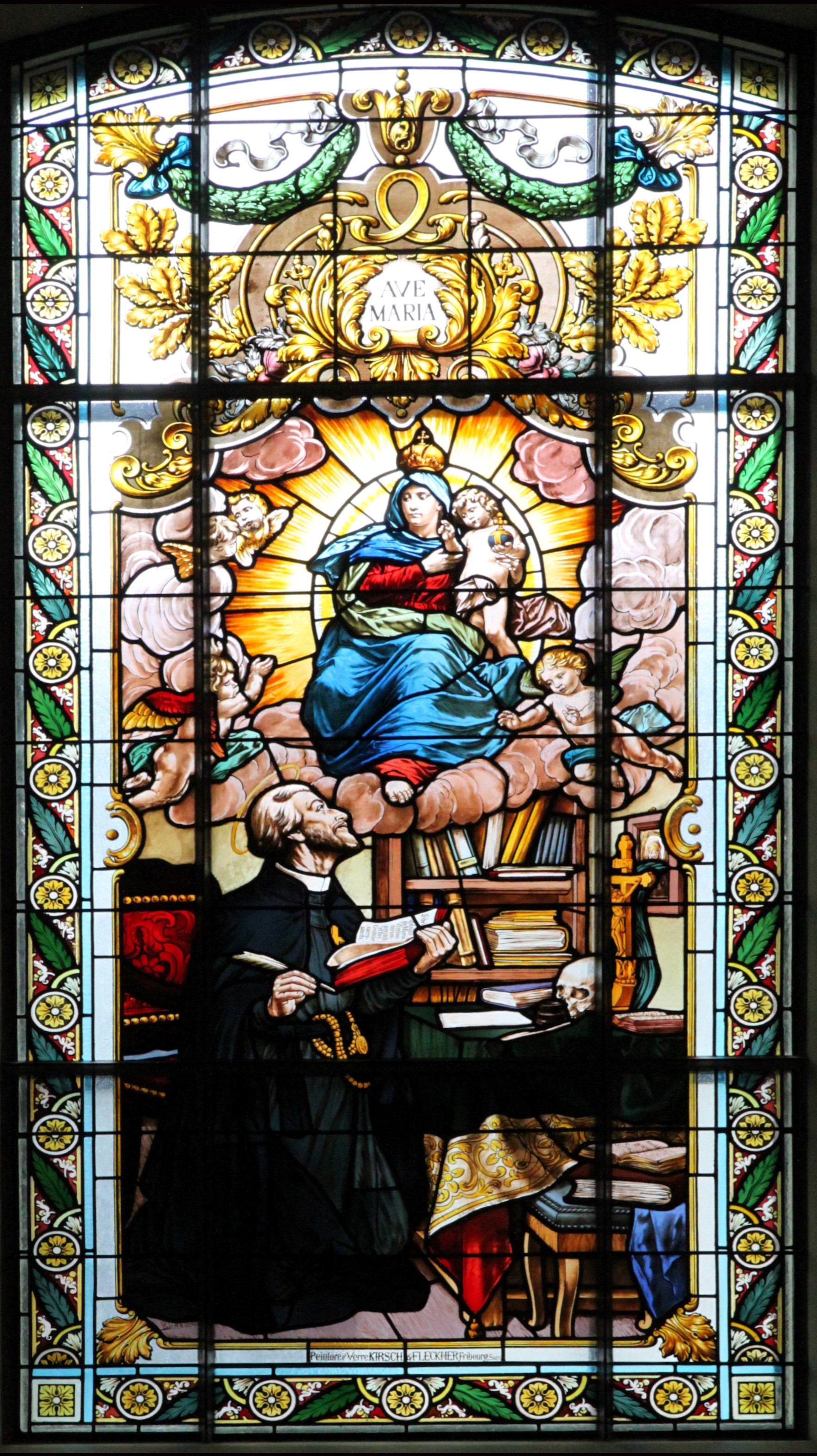
Saint Pierre Canisius et l'Assomption, Vitrail dans Notre-Dame de Fribourg

Cette église romane remonte au début du XIIe siècle et se trouve à côté du pont de Zaehringen. Il s'agit donc de l'église la plus ancienne de la ville. D'importants travaux ont lieu entre 1467 et 1525, avec notamment la pose d'une flèche sur le clocher, la réfection du chevet pentagonal avec une abside semi-circulaire. Saint Pierre Canisius y a fondé ici la congrégation de la Vierge. Elle prend le titre de collégiale en 1728 (agrégée à la basilique Saint-Jean de Latran) son clergé devenant chanoines. L'église appartint pendant longtemps à l'hôpital des Bourgeois avant d'être remise au diocèse en 1884. La façade de style néoclassique a été édifiée entre 1785 et 1787 et la nouvelle flèche date de cette époque, ainsi que le décor intérieur. L'église dans ces dernières décennies a menacé de s'effondrer à cause de l'incurie. Des travaux ont finalement pu la sauver. La fondation Basilique Notre-Dame, mise sur pied en 1968 et qui devient sa propriétaire, veille désormais à sa conservation. Elle a été entièrement restaurée entre 1990 et 2011.
On trouve à l'intérieur une remarquable crèche napolitaine du XVIIIe siècle.
L'administration de l'église a été confiée depuis le 29 juin 2012 (fête des saints Pierre et Paul) par Charles Morerod à la Fraternité sacerdotale Saint-Pierre sous la houlette aujourd'hui de l'abbé Arnaud Evrat, ; les offices y sont donc célébrés en latin.

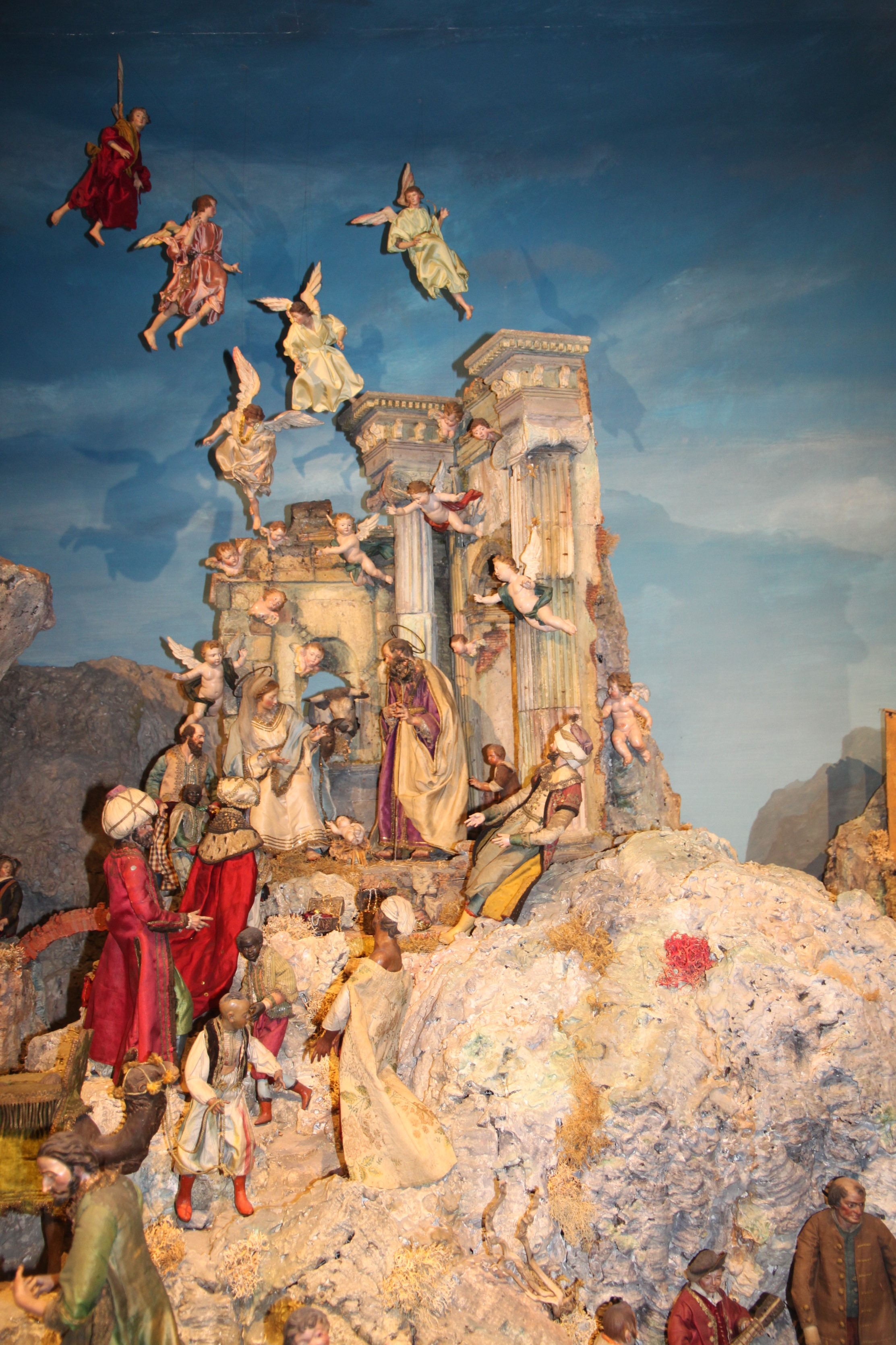
Scène centrale avec la naissance et les trois Rois mages, détail de la crèche napolitaine
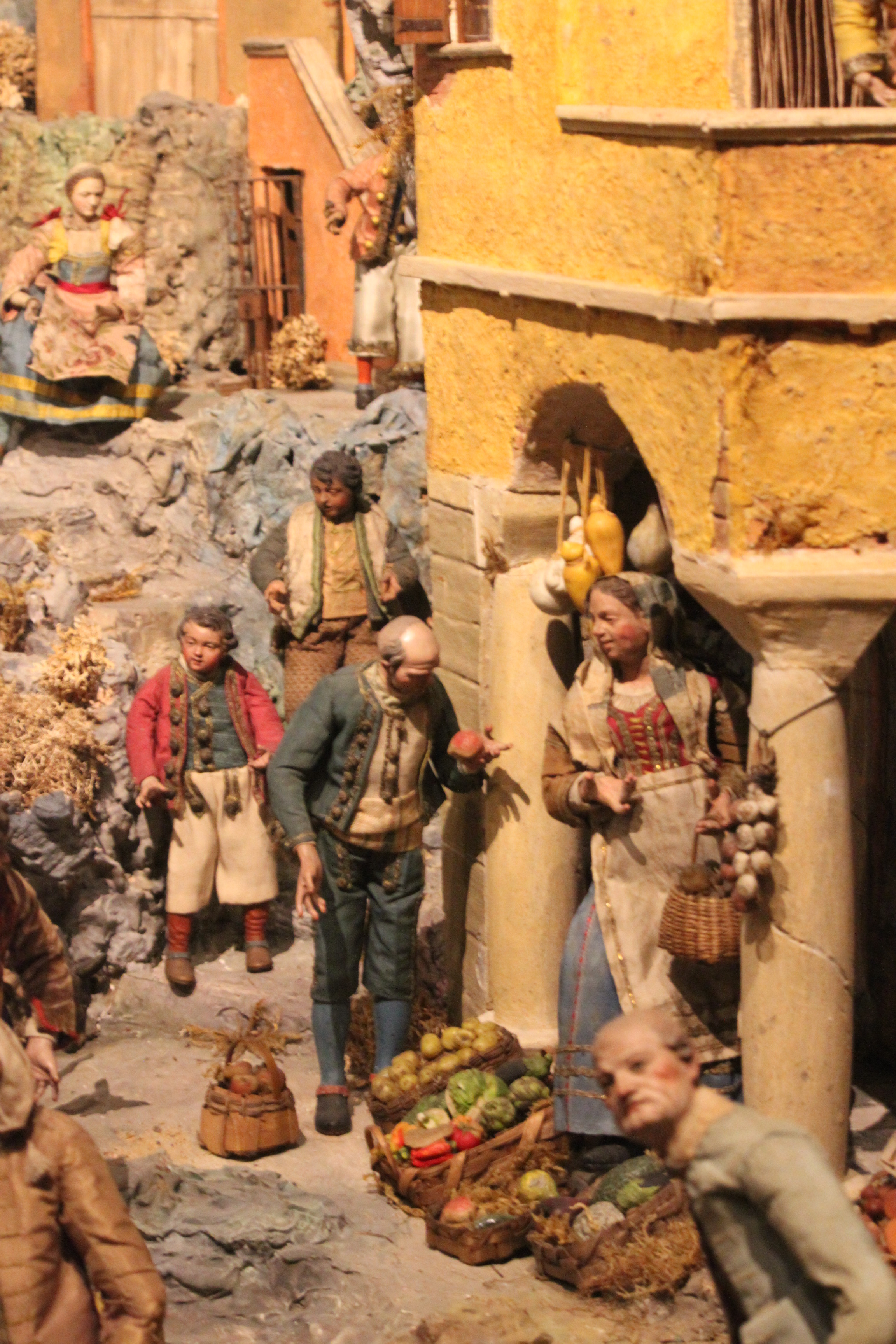
Scène dans la rue, détail de la crèche napolitaine
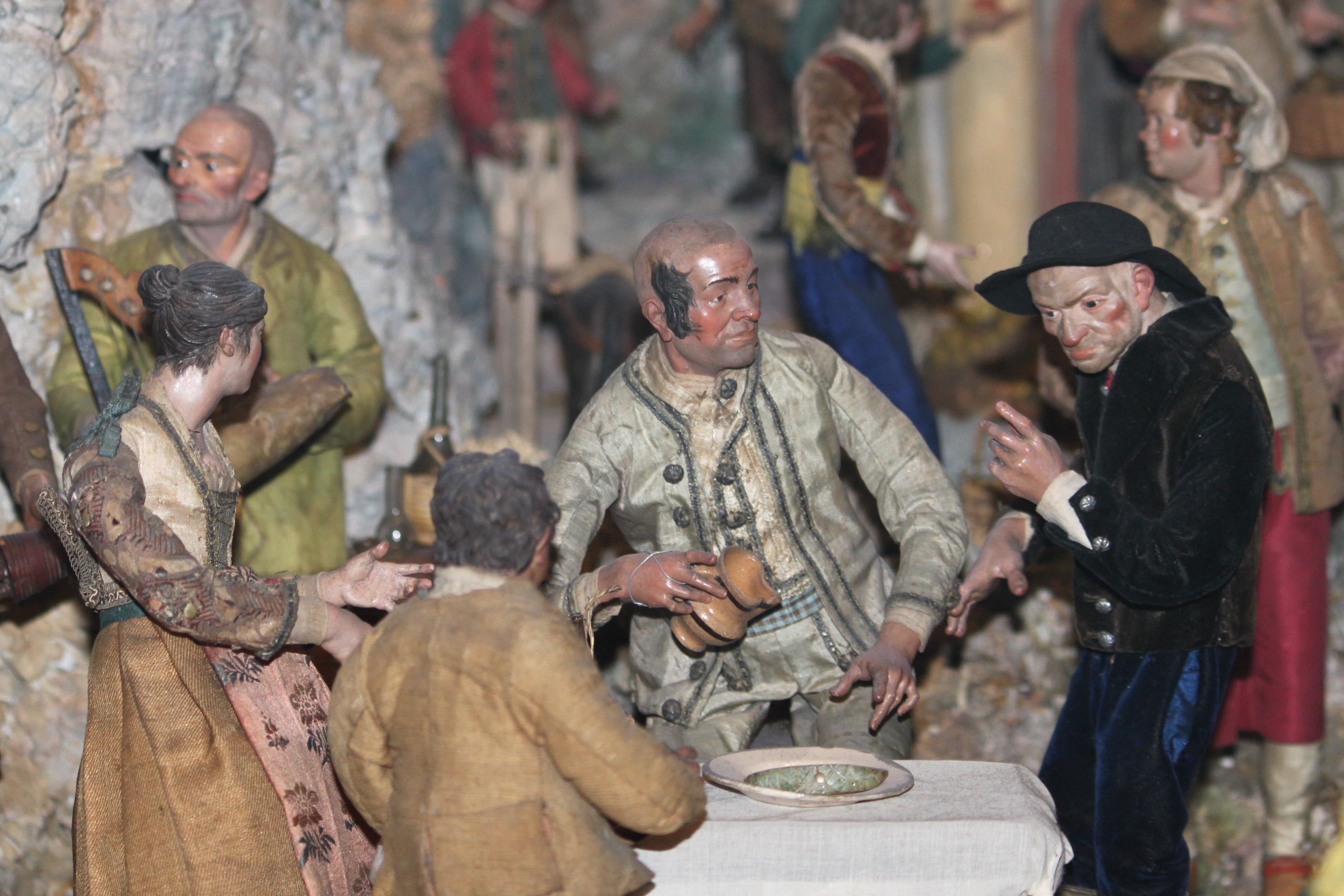
Scène de bistro dans la rue, détail de la crèche napolitaine
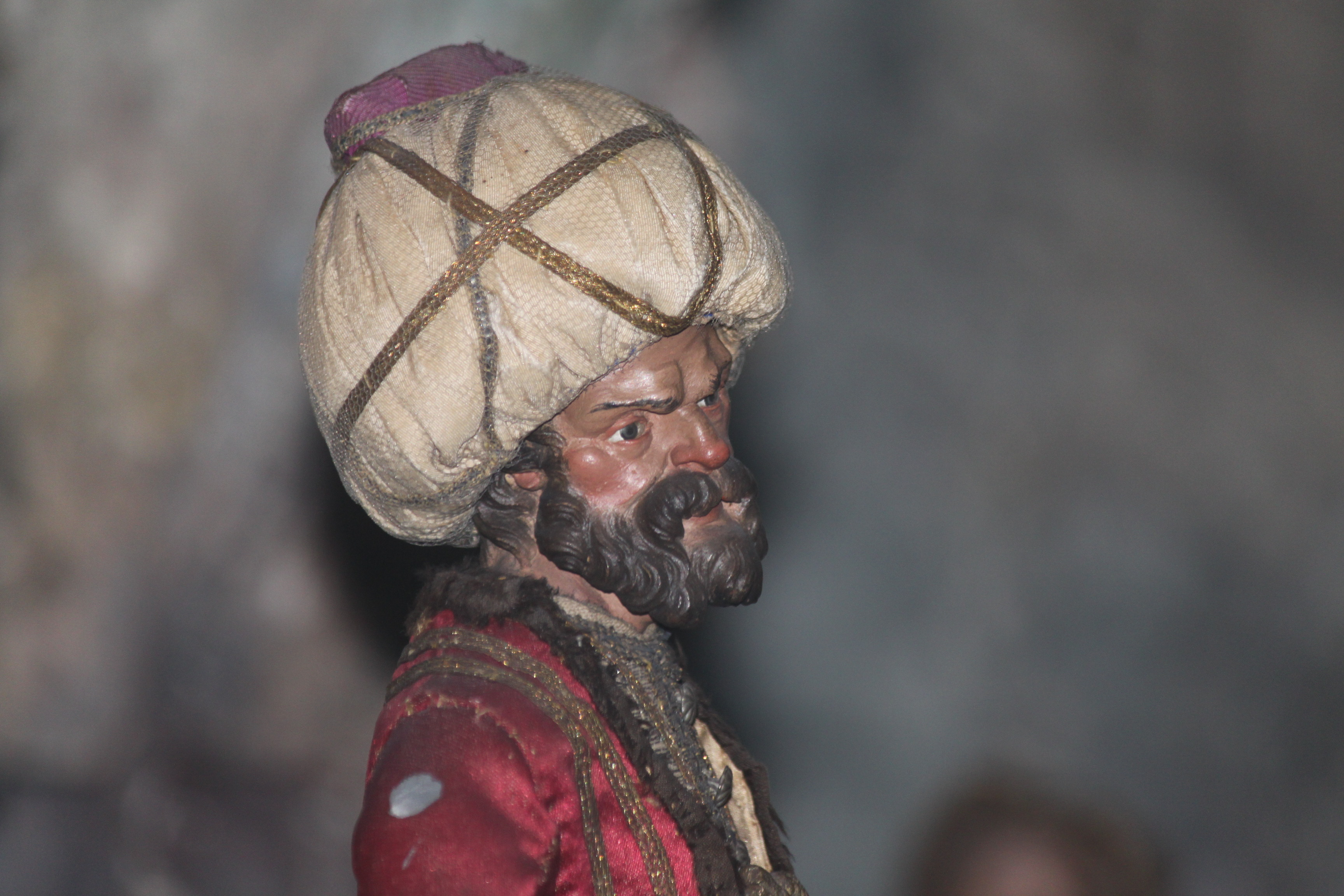
Un des trois Rois mages, détail de la crèche napolitaine